# تپه ایدلی درسی
تپه ایدلی درسی مربوط به عصر آهن است و در شهرستان گرمی، بخش مرکزی، دهستان اجارود مرکزی، روستای شاوون سفلی واقع شده و این اثر در تاریخ ۱۲ دی ۱۳۸۶ با شمارهٔ ثبت ۲۰۳۰۳ به‌عنوان یکی از آثار ملی ایران به ثبت رسیده است.